# Parque natural de Valderejo
El Parque Natural de Valderejo es un parque natural español situado en el extremo oeste del municipio de Valdegovía, en la provincia de Álava (País Vasco). Posee una extensión de 3496 hectáreas en una península que se adentra en el noreste burgalés. La parte castellano-leonesa situada debajo de esta tierra también está protegida bajo el nombre de parque natural de Montes Obarenes-San Zadornil. El acceso al parque se realiza desde Lalastra donde se encuentra el Centro de Interpretación del parque natural de Valderejo o desde la localidad burgalesa de Herrán.
Al norte del parque natural se dispone la cuenca del río Purón, con un valle amplio en la zona alavesa cuyo aislamiento y escasa población ha permitido una magnífica conservación de su patrimonio natural en flora y fauna. Poco más abajo de la localidad alavesa de Ribera, (hoy abandonada), el río se encajona en dirección sur en el cañón o desfiladero del río Purón, la joya del parque, que llega hasta la localidad burgalesa de donde el río Purón se abre al valle del Ebro, al que finalmente afluye 8 km después.

## Geografía

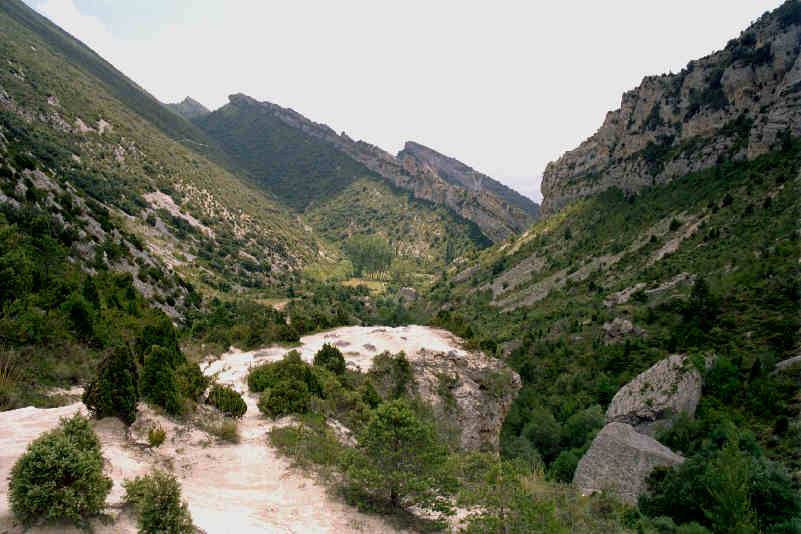
Desfiladero en su parte intermedia, donde se distingue como el río ha desgastado la zona entre las dos capas calizas que hacen de paredes.

El desfiladero del río Purón es una muestra perfectamente visible de la acción kárstica del agua sobre la roca caliza. La cuenca alavesa estaba originalmente cerrada por los montes circundantes, pero la pared sur, (la más alta de todas con 600 m sobre el fondo del valle), estaba constituida por rocas calizas y el agua fue disolviéndola y formando ríos subterráneos, cuyo hundimiento y erosión ha dado lugar al desfiladero actual. Incluso es apreciable como dicha pared sur es un anticlinal de dos capas de roca caliza separadas por otra capa de menor dureza (areniscas), de forma que el desfiladero es más estrecho al atravesar las dos capas de roca, mientras que en medio se abre un pequeño valle al haber vaciado el río la capa intermedia.
Por el desfiladero pasa una importante calzada romana, vía de comunicación entre la meseta castellana y el norte de la península ibérica, que venía desde Frías (Burgos) (donde atravesaba el Ebro) y continuaba hacia el puerto de Orduña.

## Flora y fauna
La vegetación está muy bien conservada, destacándose entre los árboles el pino silvestre, el haya, la encina, el quejigo y otros de ribera como el sauce y el avellano.
Entre la fauna del parque, poco acosada por la presencia humana, se destacan las ardillas, el gato montés y en ocasiones el lobo. Entre las aves el azor, el alimoche y el buitre leonado, siendo la colonia de estos últimos la más numerosa del País Vasco.

## Actividad humana
Además de Lalastra, existen otros tres núcleos rurales en Valderejo; Lahoz, Villamardones y Ribera. Las dos últimas fueron abandonadas hace varias décadas. 
El ser humano habita este valle desde tiempos inmemorables; prueba de ello es su patrimonio cultural y arquitectónico, que alberga desde monumentos megalíticos (túmulo de San Lorenzo, monolito del monte Lerón) hasta iglesias y ermitas de diferentes épocas. De época la romana quedan restos de una calzada, y, en Ribera, por ejemplo, se conserva en pie una iglesia con restos románicos y pinturas medievales.